# Alfredo Esteves
Alfredo Mozinho Esteves (* 6. April 1976 in Lissabon, Portugal; oft kurz nur Alfredo genannt) ist ein ehemaliger osttimoresischer Fußballspieler. Er besitzt auch einen portugiesischen Pass. 
Der Abwehrspieler spielte seit seiner Jugend bis 2003 beim portugiesischen Verein GDGafanha. Daraufhin wechselte Esteves zu den New Hampshire Phantoms in die USA. Dort kam er jedoch nicht zum Einsatz und wechselte nach wenigen Monaten zurück nach Portugal zu UD Tocha. 
Im Jahr 2004 schloss sich Esteves dem FC Oliveira do Hospital an. Hier spielte er 28-mal und schoss ein Tor. Er gehörte zu den Führungsspielern der Mannschaft. Seine Leistung blieb auch den Scouts des ambitionierten Zweitligisten Desportivo Aves nicht verborgen, die den Spieler zu Beginn der Saison 2005/06 nach Vila das Aves lockten. Am Ende der Saison stieg Aves in die SuperLiga auf; Esteves hatte es aber lediglich auf einen Einsatz gebracht.
2006 entschloss sich Alfredo Esteves, einen weiteren Versuch in den USA zu unternehmen. Er unterschrieb beim Zweitligisten Minnesota Thunder, für den er bis 2007 spielte. Seit Januar 2008 steht der Abwehrspieler beim Wollongong FC in der zweiten australischen Liga unter Vertrag. 
Nach der Unabhängigkeit von Osttimor, der Heimat seiner Eltern, und der Anerkennung der Federação Futebol Timor-Leste durch die FIFA, entschied sich Alfredo Esteves, für die osttimoresische Nationalmannschaft aufzulaufen. Er bestritt zwischen 2004 und 2008 sechs Spiele für die Auswahl seines Landes und war ihr Kapitän. 
Außer seiner Muttersprache Portugiesisch spricht Esteves auch Englisch, Spanisch und Italienisch.